# 詹姆斯·杨·辛普森
詹姆斯·杨·辛普森爵士（Sir James Young Simpson，1811年6月7日—1870年5月6日）一位苏格兰产科医生和医学史上的重要人物。他是第一位证明氯仿对人体具有麻醉作用的医生，并一生致力于推广其在医学中的应用。
辛普森的学术兴趣从考古学到当时几乎是禁忌的主题：雌雄同体。他是在医院环境中使用接生员的早期倡导者，许多知名女性也向他咨询了自己的妇科问题。辛普森写了《顺势疗法，其信条和倾向》驳斥了萨穆埃尔·哈内曼提出的想法。 
作为妇科的早期创始人和医院改革的支持者，他被授予了爵位。直到 1847 年，他被任命为苏格兰女王的首席医师。 
辛普森是物理学家大卫·布儒斯特的密友，并在他临终时在场。辛普森發現氯仿的麻醉特性对手术和外科学作出了重大貢獻。